# استقلال (تباشر)
استقلال ((بالروسية: Истиклол)؛ (بالطاجيكية: Истиқлол)، تابوشار سابقًا) هي مدينة في طاجيكستان، تقع في منطقة صغد. الاستقلال هي مدينة التبعية الإقليمية، تابعة إدارياً للعاصمة الإقليمية خوجند.
أُنشأ أول منجم سوفيتي لليورانيوم في تباشر خلال الحرب العالمية الثانية. كانت تباشر الأولى من بين العديد من المدن السوفيتية السرية الرسمية المغلقة والمتعلقة بتعدين وإنتاج اليورانيوم. في عام 2022 ، اتُفق على عقد لشركة تابعة لـ TVEL لاستصلاح الأرض في 8 ها (20 أكر) مكب نفايات يحتوي على 1.12×106 م3 (40×106 قدم3) من المواد.